# Karl Eduard von Komers

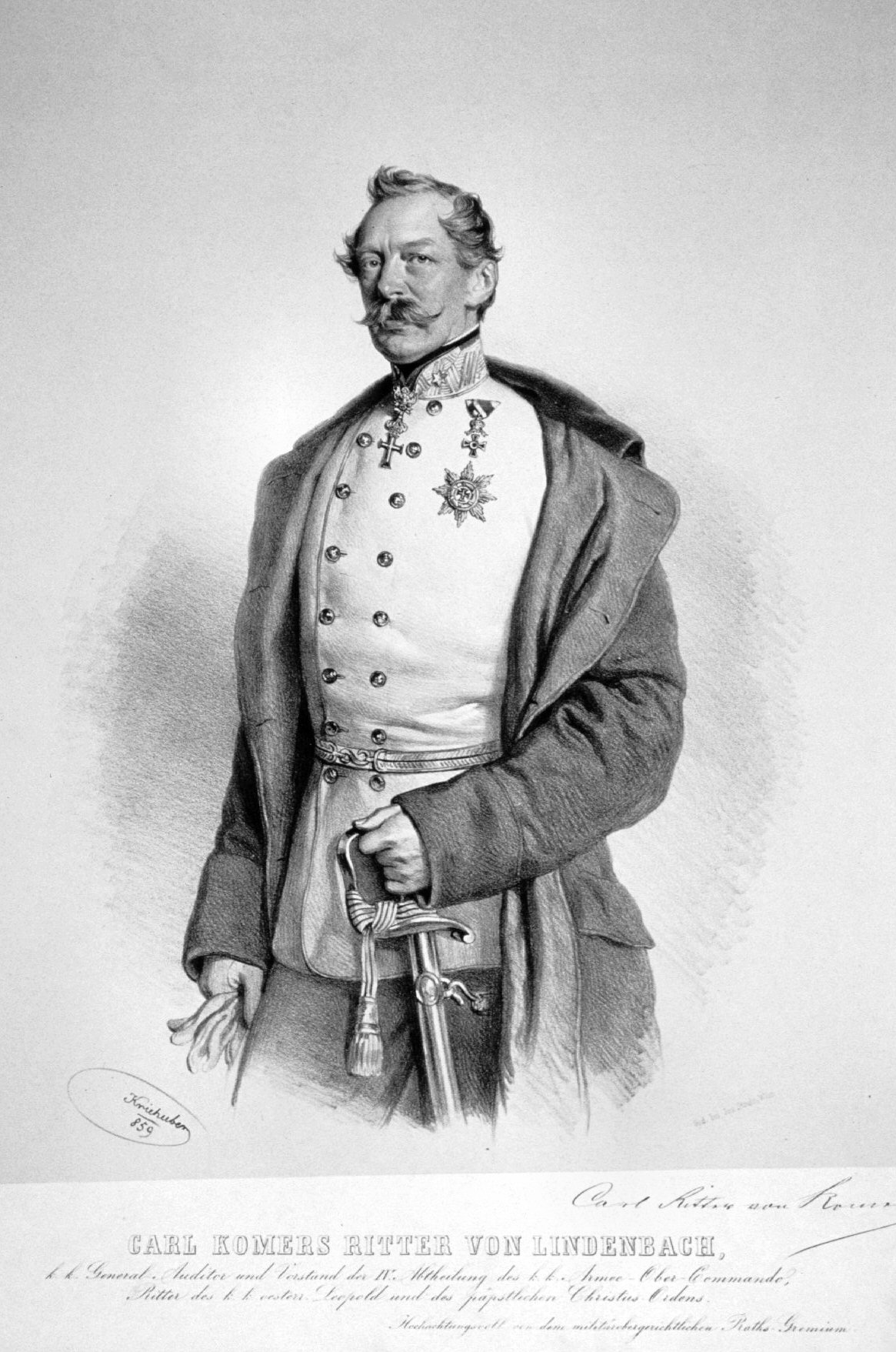
Karl Eduard von Komers 1854

Karl Eduard Freiherr Komers von Lindenbach (* 1. November 1797 in Humpoletz, Böhmen; † 1. Mai 1870 in Pilgrams, Böhmen) war ein k. k. Militärjurist, Generalauditor und Hofrat, welcher 1851 das Gut Libkova Voda bei Pilgrams kaufte und seit 1854 Vorstand der 4. Abteilung des K.u.k. Kriegsministeriums in Wien war.

## Geschichte

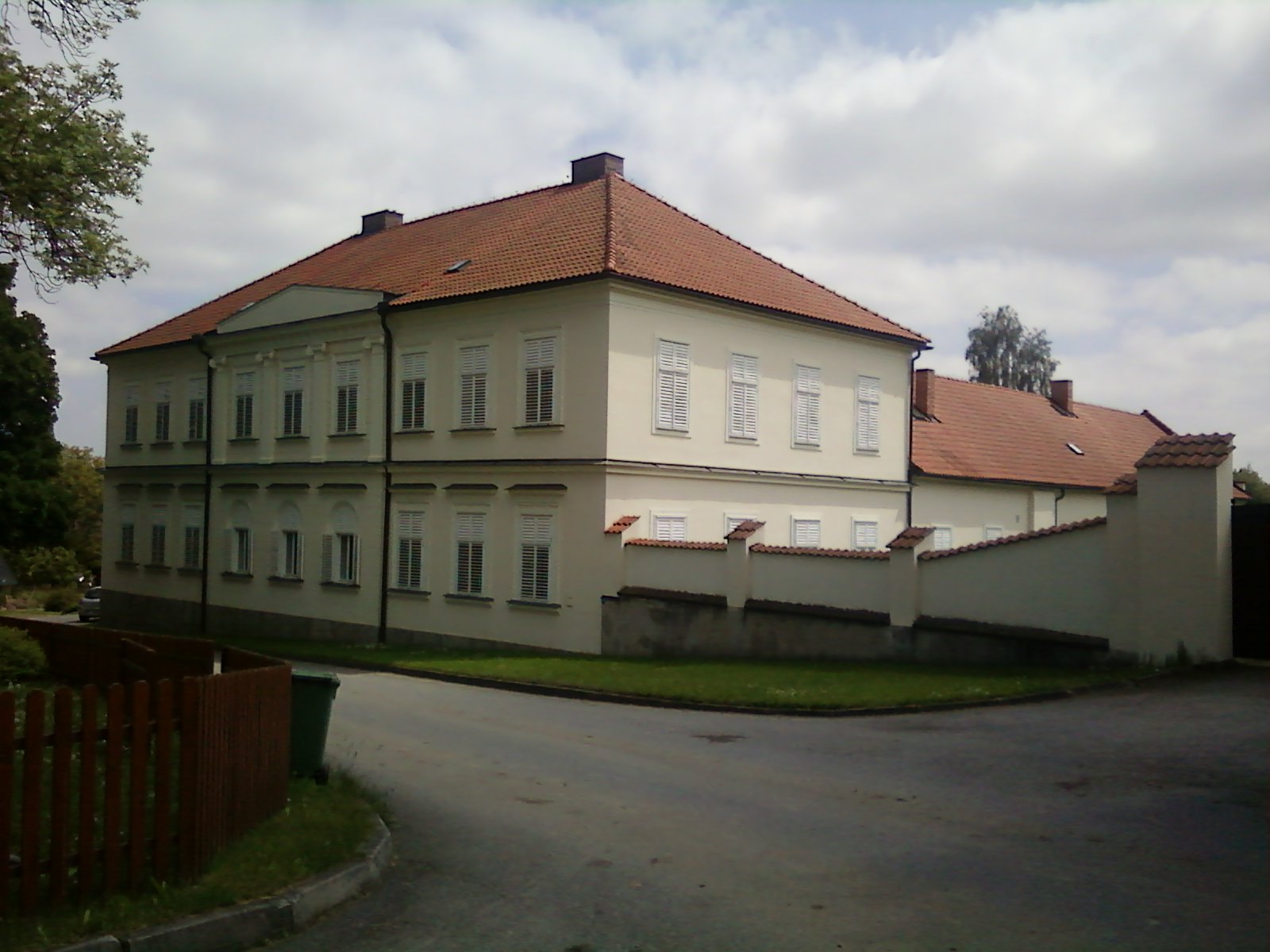
Schloss Libkova Voda

Karl Eduard Komers trat im Jahre 1818 beim Auditoriat ein, wurde im Jahre 1831 Stabsauditor, 1836 General-Auditor-Leutnant. 1839 Appellationsrat und 1847 Hofrat. Im Zeitraum von 1842 bis 1847 bearbeitete er als Rat und Referent beim Militärappellationsgericht alle Hochverratsprozesse.
Am 15. Dezember 1848 wurde  der Jurist Sektionschef des Justizwesens im damaligen Kriegsministerium. Im Jahr 1851 kaufte er das Gut Libkova Voda bei Pilgrims. 
Nachdem Komers Anfang 1854 zum Generalauditor und Vorstand der 4. Abteilung des Kriegsministeriums avanciert und somit an allen wichtigen legislatorischen Arbeiten beteiligt war, dekorierte ihn der Kaiser für seine außergewöhnlichen Dienste im k.u.k. Militärjustizwesen mit Kabinettschreiben vom 30. Mai 1854 mit dem Ritterkreuz des k. k. österreichischen Leopold-Ordens und verlieh ihm in Folge, laut Diplom vom 17. November 1854, den österreichischen Ritterstand. Er erhielt zeitgleich auch den päpstlichen Christusorden. Weiters verlieh ihm Kaiser Franz Joseph I. in Anbetracht seiner ungewöhnlich langen und ausgezeichneten Dienstleistung am 30. November 1861 den Orden der Eisernen Krone 2. Klasse und den Ordensstatuten gemäß erfolgte, laut Diplom vom 11. Januar 1862 zu Wien, seine Erhebung in den österreichischen Freiherrenstand mit dem Prädikat „von Lindenbach“.

## Familie
Karl Eduard war Spross einer bürgerlichen Familie in Humpoletz, die wahrscheinlich aus Dalmatien eingewandert war. Sein Großvater, Matej Komers, war Inhaber eines Handelsgeschäftes, das in reger Beziehung zum benachbarten Kloster Seelau stand. Karl Eduard entstammte der Ehe seines Vaters Johann († 1825), Kaufmann, mit Anna († 1829). Er hatte zwei Brüder: Emanuel Heinrich Komers (seit 1869 Freiherr) von Lindenbach (* 20. Dezember 1810 in Humpoletz, † 18. Januar 1889 in Zak (Zaky) bei Tschaslau, Bezirk Kuttenberg), Verwaltungsjurist, in den Jahren 1865 bis 1867 Justizminister im Kabinett des Richard Belcredi, Ministerpräsident der Monarchie Österreich-Ungarn, Seiner Ehe mit Anna Edler von Marenzeller (* 19. Dezember 1818) entsprossen die Feldmarschallleutnante Camillo Komers Freiherr von Lindenbach (* 2. Dezember 1839, † 21. April 1896) und Hugo Komers Freiherr von Lindenbach (* 27. September 1841, † 16. Oktober 1909).  sowie  Anton Emanuel (1814–1893), Reichsratsabgeordneter, Agrarfachmann und Fachschriftsteller, Ritter seit 1873.

## Wappen  (für beide Häuser gemeinschaftlich)

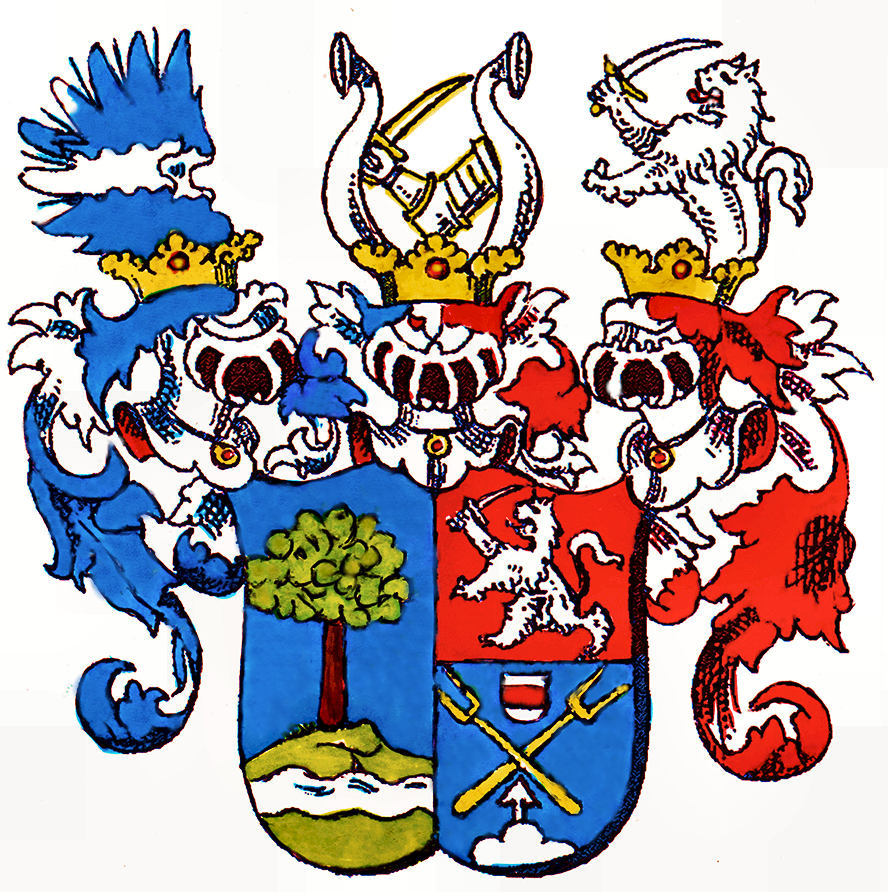
Wappen der Freiherrn Komers von Lindenbach 1854

1854/1862: Ein halb in die Länge und quergeteilter Schild. Vorne in Blau auf grünem Büchel an dessen Fußrand ein silberner Bach hinströmt ein natürlicher Lindenbaum. Hinten geteilt, oben in Rot ein aufgerichteter silberner Löwe mit ausgeschlagener roter Zunge, einen Säbel mit goldenem Griff über sich schwingend unten in Blau zwei aufwärts verschränkte goldene Heugabeln, über denselben silberner Schild mit rotem Querbalken, worunter eine silberne Pfeilspitze aus der Mittelkuppel eines silbernen Dreibergs hervorbricht (= Wappen von Humpoletz). Auf dem Schild ruht die Freiherrnkrone mit drei gekrönten Helmen: I. Geschlossener blauer mit einem silbernen gefluteten Balken überzogener Flug. Decken: blau-silbern; II. Zwischen zwei silbernen Hörnern ein rechter, goldgeränderter geharnischter Säbelarm. Decken: blau-silbern und rot-silbern; III. Der säbelschwingende Löwe wachsend. Decken: rot-silbern.
Im Freiherrenwappen ruht auf einer neueren Abbildung zwischen Schild und Helmen die Freiherrnkrone.